# Saint-Marcel (Ain)
Saint-Marcel è un comune francese di 1 232 abitanti situato nel dipartimento dell'Ain della regione del Rodano-Alpi.

## Società

### Evoluzione demografica
Abitanti censiti